# Неоновый демон
«Нео́новый де́мон» (англ. The Neon Demon) — психологический триллер режиссёра Николаса Виндинга Рефна с Эль Фэннинг в главной роли.
Премьерный показ фильма состоялся 20 мая 2016 года в рамках основной конкурсной программы 69-го Каннского кинофестиваля.

## Сюжет
Шестнадцатилетняя провинциалка Джесси (Эль Фэннинг) переезжает в Лос-Анджелес с целью стать успешной моделью и покорить модные показы. Девушка селится в дешёвом мотеле. После своей первой фотосессии с молодым начинающим фотографом Дином (Карл Глусман) она знакомится с визажисткой Руби (Джена Мэлоун), которая позже представляет её своим подругам-моделям: скучающей Саре (Эбби Ли Кершоу) и «бионической» Джиджи (Белла Хиткот) на вечеринке. Там Джесси встречается взглядом с мужчиной, пристально наблюдающим за ней.
В следующей сцене происходит разговор девушек в уборной клуба. Джиджи с гордостью называет себя «бионической женщиной» — так зовёт её пластический хирург. Джесси интересуется, является ли это комплиментом, на что Джиджи в резкой форме отвечает, что слышала, что её родители умерли, и интересуется, есть ли у неё другие родственники, а также есть ли у неё парень. Джесси в замешательстве. Сара уточняет вопрос: «Она просто хочет знать, с кем ты трахаешься». Джесси лжёт, заявляя, что спит с мужчинами «постоянно». Затем девушки идут на шоу: под светом стробоскопа и звуки техно они наблюдают за связанным верёвками человеком, за которые его поднимают вверх. 
На следующий день Джесси отправляется на кастинг в престижное модельное агентство. Владелица компании Роберта Хоффман (Кристина Хендрикс), разглядевшая в юной соискательнице перспективную модель, намерена заключить с Джесси контракт, как только будут улажены формальности, а именно когда будет получено согласие родителей в виде их подписи. «По-моему, ты идеальна», — не скрывает своего восхищения женщина, предрекая Джесси успех и признание, и назначает ей пробные съёмки у известного фотографа Джека Макартура (Десмонд Харрингтон).
Этим же вечером Джесси подделывает подпись родителей, после чего идёт на свидание с Дином, который возит её на своей машине по ночному Лос-Анджелесу. Вспоминая свою прежнюю жизнь, Джесси рассказывает, что никогда не считала себя талантливой в чём-либо, однако она симпатичная и может на этом зарабатывать. Привезя Джесси обратно к мотелю, Дин пытается поцеловать её, но она отстранятся и уходит, предлагая ещё раз встретиться, на что получает его согласие.
Когда Джесси возвращается в свою комнату мотеля, она обнаруживает в ней пуму. Управляющий мотелем Хэнк (Киану Ривз) требует, чтобы Джесси компенсировала материальный ущерб.
На следующий день Джесси приходит на съёмки к Джеку: им оказывается тот загадочный тип из клуба. На съёмках присутствует Руби — она делает Джесси макияж, после чего ведёт её к Джеку. Тот, после очередного пристального изучения, заставляет всех, кроме неё, удалиться, в том числе Руби — после недолгих препираний с её стороны уходит и она. Джек заставляет Джесси полностью раздеться, затем наносит на неё золотую краску, после чего снимает её.
В тот же день Руби, Сара и Джиджи сидят в кафе. Руби рассказывает о съёмках у Джека с участием Джесси. Джиджи и Сара не скрывают своего изумления и негодования, не понимая, что в ней такого особенного, что после пары дней в городе её уже снимает Джек. Руби отвечает, что в ней есть «что-то».
Дизайнер модной одежды Роберт Сарно (Алессандро Нивола) проводит кастинг. Претендентки, среди которых присутствуют Джесси и Сара, демонстрируют своё умение дефилировать по подиуму. Он не уделяет внимания Саре, когда она дефилирует для него, но очарован Джесси. Расстроенная до слёз Сара отправляется в уборную, где она разбивает зеркало и рвёт фотографии из своего портфолио. Джесси, услышав шум, находит её, и Сара спрашивает её, каково это — ощущать, что ты тот, на кого все расточают внимание и похвалу. Джесси говорит ей: «Это — всё». Выпад Сары к ней приводит к порезу Джесси. Вместо того, чтобы помочь Джесси, Сара пытается попробовать её кровь, но Джесси удаётся выхватить свою руку и убежать.
Вернувшись в мотель, Джесси дезинфицирует рану, после чего раздаётся стук в дверь. Джесси открывает дверь и видит Дина, который принёс ей букет цветов. Джесси берёт цветы и тут же падает в обморок. Находясь без сознания, она видит три треугольника, светящиеся неоновым светом.
Придя в себя на своей кровати, она обнимает Дина, после чего тот идёт к Хэнку и настаивает на том, что Джесси не обязана платить, в ответ на это Хэнк ведёт себя угрожающе и заявляет, что именно Джесси оставила дверь комнаты открытой, что позволило зверю пробраться внутрь. Дин отдаёт ему все свои деньги. Хэнк сомневается в том, что Дину «перепадёт» от Джесси, и предлагает ему переключить своё внимание на 13-летнюю беглянку, «настоящую Лолиту», которая также поселилась в этом мотеле. Испытав отвращение к Хэнку, Дин возвращается к Джесси и зашивает её рану.
Позже Джесси присутствует на показе мод, где она сталкивается с Джиджи, к изумлению последней, которая также моделирует для шоу. Во время показа Джесси видит галлюцинации: всё те же голубые треугольники и своё отражение в голубом свете, после чего освещение меняется на красный и «другая» Джесси целует своё отражение.
После показа Джесси встречается с Дином в кафе. В нём они сталкиваются с Сарно и Джиджи. Сарно рассуждает о красоте и говорит, что красивой можно только родиться, а искусственную красоту всегда можно распознать. Джиджи не согласна. Тогда Сарно подключает к дискуссии Дина. Он просит Джиджи встать и спрашивает у парня, нравится ли она ему. «Наверное, ничего так», — замешкавшись, отвечает Дин. «Теперь взгляни на Джесси, — продолжает Сарно. — Никакой фальши, обмана. Бриллиант в море стекла». Дин замечает, что важнее внутренние качества. «А я считаю, что, не будь она красива, ты бы на неё даже не взглянул», — парирует Сарно. Раздражённый парень предлагает Джесси уйти, но та ему отвечает «так иди». Шокированный изменениями в Джесси, он уходит один.
Вернувшись поздней ночью к мотелю, Джесси обнаруживает у него ждущего её Дина, который спрашивает её: «Кто ты? Ты этого хочешь?», обвиняя её в том, что она хочет быть как люди, подобные Сарно и Джиджи, на что Джесси отвечает, что это они хотят быть ею, после чего уходит в свой номер.
Затем Джесси снится кошмар: Хэнк пробирается в номер и заставляет её заняться оральным сексом с ножом. Она просыпается и слышит, что и наяву кто-то пытается вломиться к ней в номер, однако звуки затихают, и незваный гость шагает к соседней комнате. Джесси слышит крики, доносящиеся из-за стены комнаты, и в страхе звонит Руби. Та предлагает Джесси покинуть мотель и приехать к ней.
По приезде Джесси в дом Руби последняя пытается заняться с ней сексом, но Джесси отказывается, признаваясь, что всё ещё хранит девственность и её заявления ранее в клубе были ложью. Руби заявляет, что это неважно, и несмотря на активное сопротивление Джесси, продолжает к ней приставать, после чего Джесси толкает Руби с кровати на пол. После этого Руби отправляется в морг, чтобы сделать макияж трупу женщины, которая внешне оказывается похожей на Джесси. Руби целует труп в губы и мастурбирует, представляя на месте трупа Джесси.
— Я знаю, как выгляжу. И что в этом плохого? Многие убить готовы за такую внешность. Они себя режут, делают инъекции. Голодают, мучаются. Молятся, надеясь стать моей второсортной копией.
По возвращении домой Руби находит Джесси, стоящую на трамплине над пустым бассейном и рассуждающую о своей красоте и о том, что женщины пойдут на всё, чтобы стать её второсортной копией. Руби ей улыбается, и Джесси уходит в дом.
В доме на Джесси нападают Сара и Джиджи. Джесси пытается сбежать, но дверь оказывается запертой, а затем Сара серьёзно ранит её ноги. Сара преследует пытающуюся уйти хромающую Джесси до бассейна, где та встречает на своём пути Джиджи; девушки вместе с присоединившейся к ним Руби окружают Джесси, после чего Руби сталкивает Джесси в пустой бассейн. Умирающая Джесси лежит на дне бассейна, она смотрит на небо и видит на нём треугольник из звёзд.
В следующей сцене Руби принимает ванну из крови Джесси, а Сара и Джиджи смывают её в душе.
На следующий день Руби смывает кровь с пола у бассейна, после чего лежит в выкопанной ею яме, которая, по-видимому, является могилой Джесси. Вечером голая Руби смотрит в окно на луну, после чего ложится на спину, раздвинув ноги, между которых течёт некая жидкость, похожая на кровь. В блаженстве лицо Руби расплывается в улыбке.
Сара отвозит Джиджи на съёмки к Джеку. Джиджи нездоровится. Во время нанесения макияжа другая модель, Энни, спрашивает Сару, отнимали ли у неё работу и что она с этим сделала, на что после паузы Сара отвечает: «Я её съела», после чего Энни смеётся, а Джиджи с тревогой смотрит на неё.
Окинув взглядом Джиджи и Энни, Джек внезапно осознаёт, что последняя его не устраивает. Он замечает Сару и предлагает ей участвовать в съёмке; Сара соглашается и с довольной ухмылкой слушает возмущения уволенной Джеком Энни.
Съёмки проходят у бассейна. Джек недоволен: Джиджи смотрит в воду и хватается за живот. Ей становится плохо, и она покидает съёмки. Проходит время, и Сара, уставшая от ожидания, идёт на поиски Джиджи.
Она находит её всю в слезах, отчаянно пытающуюся вызвать у себя рвоту. В конечном итоге ей это удаётся, и она выплёвывает глаз Джесси, после чего, рыдая, говорит, что должна вытащить её (Джесси) из себя, затем хватает ножницы, вспарывает ими живот и умирает. Шокированная, но безразличная к смерти подруги Сара берёт глаз, проглатывает его и, проливая слезу, возвращается на съёмки.
В заключительных титрах Сара в одиночестве шагает по пустыне.

## В ролях
| Актёр              | Роль                     |
| ------------------ | ------------------------ |
| Эль Фэннинг        | Джесси                   |
| Карл Глусман       | Дин                      |
| Джена Мэлоун       | визажист Руби            |
| Белла Хиткот       | модель Джиджи            |
| Эбби Ли Кершоу     | модель Сара              |
| Десмонд Харрингтон | фотограф Джек Макартур   |
| Кристина Хендрикс  | Роберта Хоффман          |
| Киану Ривз         | управляющий мотелем Хэнк |
| Алессандро Нивола  | модельер Роберт Сарно    |

## Создание и выход
Сюжет фильма отчасти вдохновлён историей венгерской графини Елизаветы Батори, которая, согласно легенде, убила сотни девушек и принимала ванны из крови девственниц, чтобы сохранить молодость.
Премьерный показ фильма состоялся 20 мая 2016 года в рамках основной конкурсной программы 69-го Каннского кинофестиваля.
В июле 2022 года выходил в повторный прокат в России.

## Критика
«Неоновый демон» получил смешанные отзывы от кинокритиков. На сайте Rotten Tomatoes рейтинг фильма составляет 58 % на основе 261 рецензии со средней оценкой 6 из 10. На сайте Metacritic у фильма 51 балл из 100 на основе мнения 45 критиков.